# Impedància iterativa
La impedància iterativa és la impedància d'entrada d'una cadena infinita de xarxes idèntiques. Està relacionat amb la impedància de la imatge utilitzada en el disseny del filtre, però té una definició més senzilla i directa. 

## Definició
La impedància iterativa és la impedància d'entrada d'un port d'una xarxa de dos ports quan l'altre port està connectat a una cadena infinita de xarxes idèntiques. De manera equivalent, la impedància iterativa és aquella impedància que quan es connecta al port 2 d'una xarxa de dos ports és igual a la impedància mesurada al port 1. Això es pot veure que és equivalent considerant la cadena infinita de xarxes idèntiques connectades al port 2 a la primera definició. Si s'elimina la xarxa original, el port 1 de la segona xarxa presentarà la mateixa impedància iterativa que abans, ja que el port 2 de la segona xarxa encara té una cadena infinita de xarxes connectades. Així, tota la cadena infinita es pot substituir per una única impedància concentrada igual a la impedància iterativa, que és la condició per a la segona definició.
En general, la impedància iterativa del port 1 no és igual a la impedància iterativa del port 2. Seran iguals si la xarxa és simètrica, però la simetria física no és una condició necessària perquè les impedàncies siguin iguals.

## Exemples
A l'esquema es mostra un circuit L genèric simple que consta d'una impedància en sèrie Z i una admissió de derivació Y . La impedància iterativa d'aquesta xarxa, Z IT, en termes de la seva càrrega de sortida (també Z IT) ve donada per,
{\displaystyle Z_{\mathrm {IT} }=Z+Y\parallel Z_{\mathrm {IT} }}
i resolent per Z IT ,
{\displaystyle Z_{\mathrm {IT} }={Z \over 2}\pm {\sqrt {{Z^{2} \over 4}+{Z \over Y}}}}
Un altre exemple és un circuit L amb els components invertits, és a dir, amb l'admissió de derivació primer. L'anàlisi d'aquest circuit es pot trobar immediatament mitjançant les consideracions de dualitat de l'exemple anterior. L'admissió iterativa, Y IT, d'aquest circuit ve donada per,
{\displaystyle Y_{\mathrm {IT} }={Y \over 2}\pm {\sqrt {{Y^{2} \over 4}+{Y \over Z}}}}
on
{\displaystyle Y_{\mathrm {IT} }={1 \over Z_{\mathrm {IT} }}}
El terme arrel quadrada d'aquestes expressions fa que tinguin dues solucions. Tanmateix, només les solucions amb una part real positiva són físicament significatives, ja que els circuits passius no poden mostrar resistència negativa. Aquesta serà normalment l'arrel positiva.